# Masahiro Ando
Masahiro Ando, född 2 april 1972 i Saitama prefektur, Japan, är en japansk tidigare fotbollsspelare.